# Louis Dapples
Louis Dapples (Genova, 9 settembre 1867 – Genova, 31 luglio 1937) è stato un manager svizzera, dirigente bancario e industriale noto per la sua attività di rimboschimento e sviluppo agricolo nella regione del Mugello.

## Biografia
Era nato a Genova da Henri Dapples, esponente della famiglia vodese Dapples, e da Anne Defernex. Il padre era commerciante e banchiere. 
Dopo aver completato gli studi a Zurigo e svolto e svolse l'apprendistato presso il padre, intraprese la carriera nel settore bancario. Fu vicedirettore presso il Crédit Lyonnais a Londra nel 1903 e direttore della Banca Commerciale Italiana a Milano, prima di trascorrere un periodo lavorativo in Brasile e Argentina.

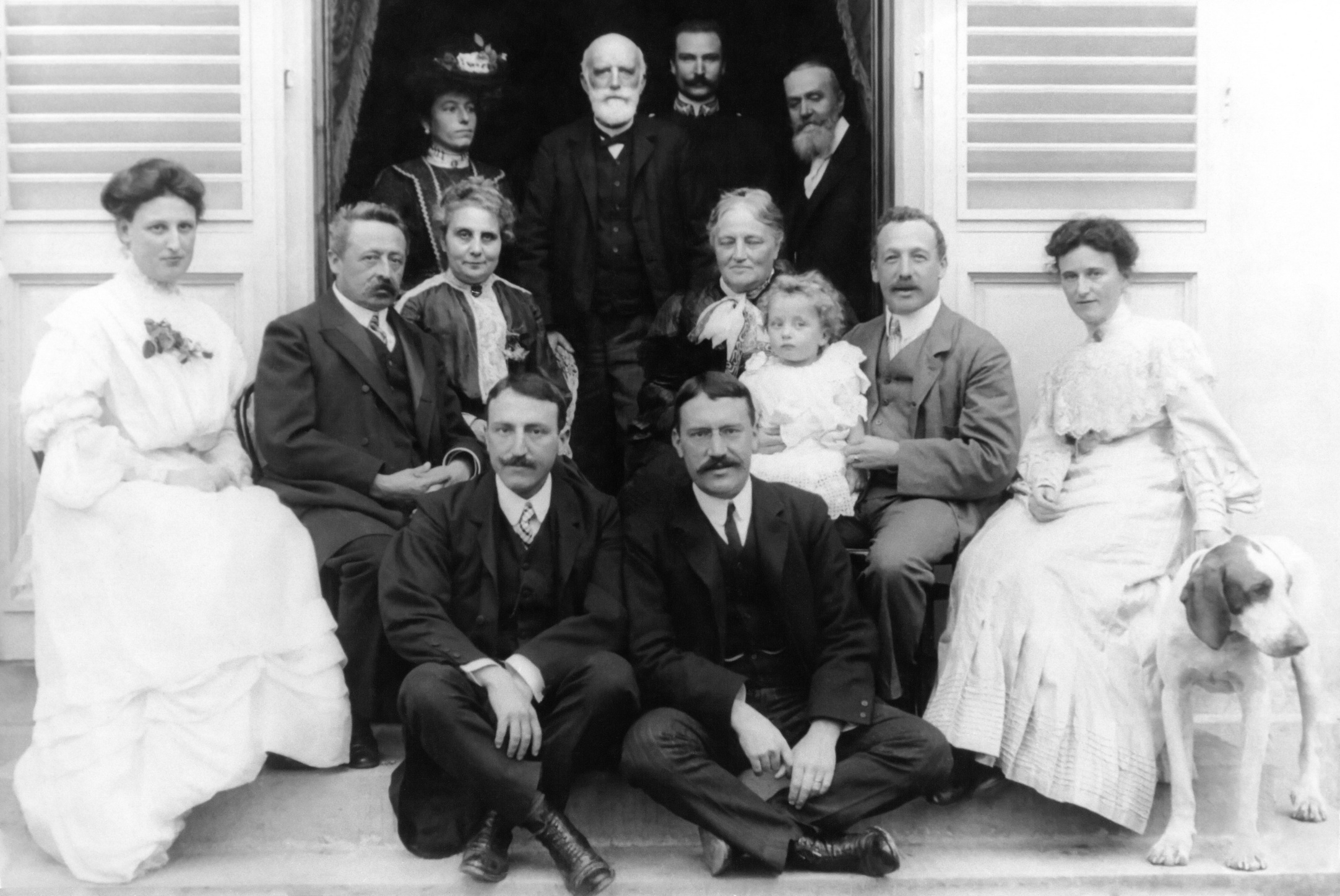
La famiglia Dapples nella villa di Grezzano (1904). Al centro lo zio Edmond Dapples, seduti a terra il fratello Henri Dapples a sinistra e Louis Dapples a destra. La cugina Elvire Dapples è l'ultima a sinistra seduta sulla sedia.

Nel 1922 entrò in Nestlé, dove nel 1929 divenne presidente del Consiglio di amministrazione. In seguito, assunse ulteriori incarichi nel consiglio di amministrazione di diverse aziende, tra cui la Banca Svizzera di Credito e la Compagnia Svizzera di Riassicurazione e della Banca ipotecaria svizzera-argentina.
Rappresentò la Svizzera alla Conferenza economica internazionale di Londra del 1933. 
Nel 1923 l'Università di Losanna gli conferì il titolo di dottore honoris causa.

## Louis Dapples e Nestlé
Nel 1921, Nestlé affrontò una grave crisi finanziaria a causa del crollo dei prezzi e delle ingenti scorte di materie prime, un preludio alla Grande Depressione. In questo contesto, Louis Dapples entrò in azienda come crisis manager, con l'obiettivo di risanare le perdite. Durante il suo mandato, promosse l'assunzione di manager professionisti, la centralizzazione dell’amministrazione e il consolidamento della ricerca nei laboratori di Vevey, introducendo un approccio gestionale più moderno ed efficiente. 
Nel 1929 ricevette un incarico dalla Banque Française et Italienne pour l’Amérique du Sud per trovare un modo di riutilizzare le scorte invendute di caffè accumulate in Brasile a seguito del crollo di Wall Street e del crollo dei prezzi del caffè producendo dei cubi solubili al caffé sullo stesso modello dei dadi solubili per il brodo. 
Nestlé assunse il chimico Max Morgenthaler, che, dopo anni di ricerca, scoprì che il caffè miscelato con latte e zucchero in polvere conservava il suo aroma. Dopo ulteriori studi, Morgenthaler perfezionò una tecnica che permetteva di preservare il sapore del caffè grazie all’aggiunta di maltodestrina. Il 1º aprile 1938, Nestlé lanciò ufficialmente Nescafé in Svizzera, avviando la produzione su larga scala presso lo stabilimento di Orbe.

## Il figlio e la lotta all'epilessia

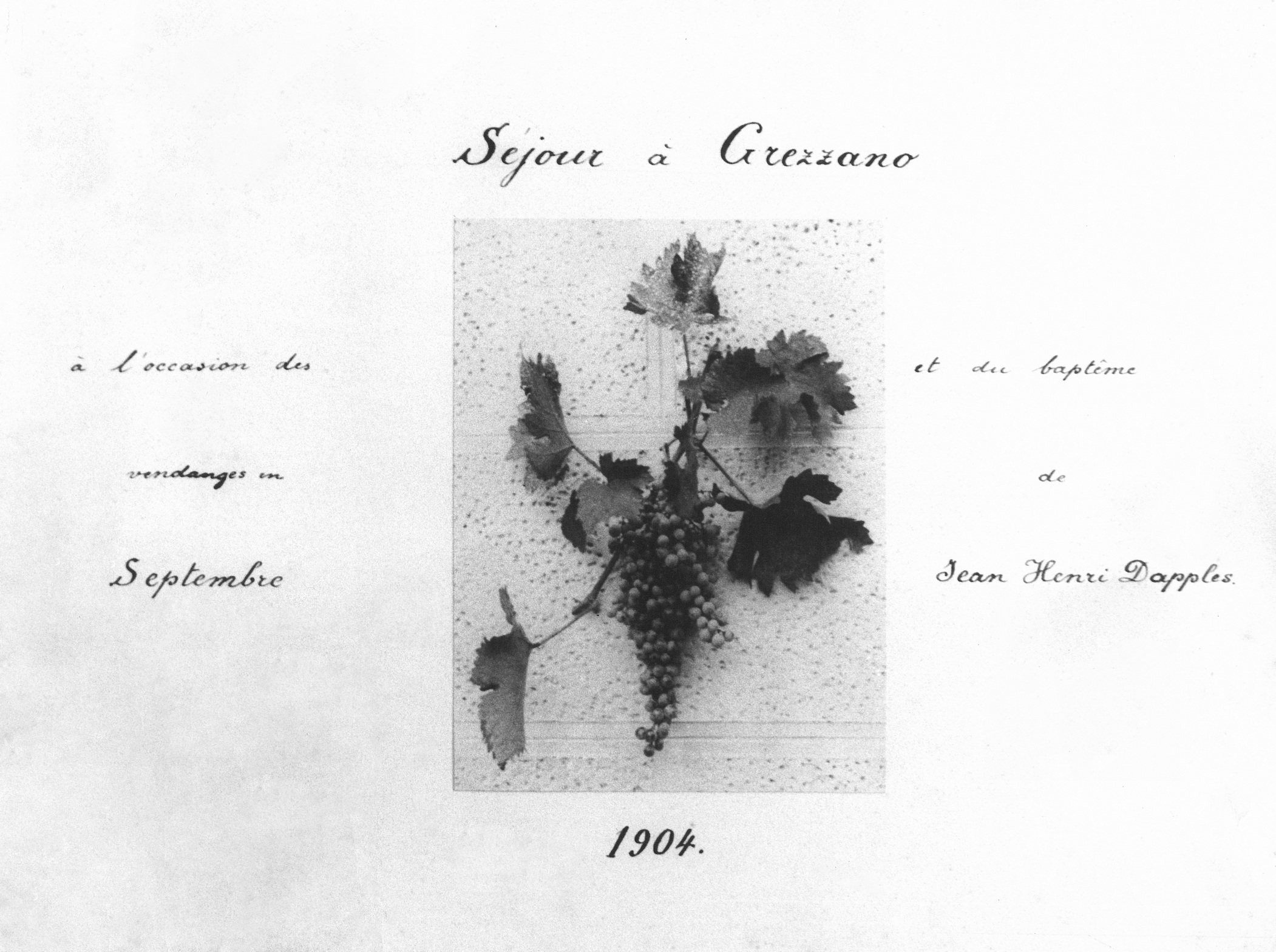
Copertina dell'album della famiglia Dapples di Grezzano, Toscana, del 1904, conservato presso il Museo Casa d'Erci.

La vita familiare di Dapples, sposato con Hélène Emetaz di Ginevra, fu segnata da un evento tragico. Il loro figlio Jean Henri Dapples, chiamato affettuosamente Dicky, nato nel 1903, soffriva di una grave forma di epilessia e trascorse molti anni, fino alla sua morte, avvenuta nel 1922, presso l'Istituto Svizzero per l'Epilessia nel tentativo di trovare una cura. 
L'11 giugno 1919, Louis Dapples e sua moglie fecero una donazione di 250.000 franchi svizzeri all'istituto per finanziare la costruzione di una struttura destinata principalmente all'osservazione e alla cura di ragazzi affetti da epilessia con difficoltà educative. Da questa iniziativa nacque, nel 1923, il Centro per giovani Donazione Dapples.